# Lulut Saputra
Lulut Gilang Saputra (ur. 7 maja 1996) – indonezyjski zapaśnik walczący w stylu klasycznym. Zajął dwunaste miejsce na igrzyskach azjatyckich w 2018. Triumfator igrzysk Azji Południowo-Wschodniej w 2023. Złoty medalista mistrzostw Azji Południowo-Wschodniej w 2022 roku. Absolwent Universitas Negeri Malang.